# Flughafen al-Qasim

i7
i11
i13
Der Flughafen Prinz Naif bin Abdulaziz (arabisch مطار الأمير نايف بن عبد العزيز الدولي, DMG Maṭār al-Amīr Nāyif b. ʿAbd al-ʿAzīz ad-duwalī, auch Flughafen al-Qasim oder Flughafen Gassim, IATA-Code: ELQ, ICAO-Code: OEGS) liegt im nördlichen Zentrum Saudi-Arabiens, etwa 20 Kilometer westlich der Stadt Buraida, der Hauptstadt der Provinz al-Qasim.
Der Flughafen liegt auf einer Höhe von 648 m und wurde im Jahr 1971 eröffnet. Es werden zahlreiche nationale und internationale Flugziele angeflogen, unter anderem Kairo, Dubai, Islamabad und Riad.
Benannt wurde der Flughafen nach dem saudischen Kronprinz Naif ibn Abd al-Aziz.